# Васеніни (Юр'янський район)
Ва́сеніни (рос. Васенины) — присілок у складі Юр'янського району Кіровської області, Росія. Входить до складу Мідянського сільського поселення.
Населення становить 5 осіб (2010).